# Bintanat
Bintanat (otras grafías de su nombre: Bentanat, Bentanath, Bitanth, Bit-Anat o Bent-Anat) fue una princesa y reina egipcia de la dinastía XIX, que vivió aproximadamente entre los años 1282 y 1210 a. C.
Bitanat fue la primera hija de Ramsés II, nacida cuando este aún no tenía veinte años y gobernaba aún junto a su padre, Seti I. Por aquel entonces, el que más tarde se convertiría en el faraón más famoso de la historia solo tenía dos esposas principales, que más tarde serían sus Grandes Esposas Reales: Nefertari e Isis-Nefert. Bitanat, que no sería más que la primera de las más de cincuenta hijas del faraón, nació de Isis-Nefert, quizás el primer amor de Ramsés II pero después desplazada por Nefertari.
El nombre de Bit-Anat es realmente curioso, pues contiene a una diosa cananea, Anat, a la que Ramsés II parecía profesar una gran veneración, y que en su reinado se convirtió en una deidad nada desdeñable. Anat era una salvaje patrona del amor y de la guerra que entraría en Egipto convertida en una de las concubinas del dios Seth, el asesino de Osiris y señor de las tempestades. Al poseer un miembro de la familia real el nombre de Anat, su culto experimentó un enorme aumento de adeptos, e incluso llegó a contar con un templo en la nueva capital de Pi-Ramsés.
Pese a que Bitanat es una de las hijas mejor conocidas de Ramsés II, sabemos pocas cosas acerca de ella. Está perfectamente documentado que entre los años 25 y 30 del reinado de su padre, se casó con este y fue convertida en Gran Esposa Real. Este extraño suceso puede ser debido a la muerte de Isis-Nefert y su hija mayor sería la ocupada de reemplazarla en todas y cada una de sus funciones. Destino análogo al de Bitanat tendrían sus medias hermanas Meritamón y Nebettaui, las hijas de Nefertari, que también la sustituirían al morir esta. Así, antes del año 30 de Ramsés II se había producido un cambio generacional en las reinas: las muertes de Nefertari e Isis-Nefert habían sido suplidas por sus hijas Meritamón, Nebettaui y Bitanat. La primera y la última serían las grandes esposas reales más importantes de la segunda mitad del largo reinado de Ramsés II, pero no las únicas: el faraón se casaría también con una princesa hitita y con algunas otras mujeres más, pero ninguna de ellas podría superar en funciones rituales y estatales la importancia que adquirirían Meritamón y Bintanat.
Aunque son escasos los lugares en los que aparece Bit-Anat, está documentada al menos una hija del matrimonio entre padre e hija, posiblemente llamada Bintanat II, que más tarde sería gran esposa real del faraón Merenptah, el hermano pequeño de Bintanat I. Pero, aparte de esto, pocas cosas más puede aportar la tumba de esta reina, catalogada como QV71 en el Valle de las Reinas.
Lo último que sabemos de Bintanat es que fue uno de los pocos vástagos de Ramsés II que lo sobrevivieron. Pese a ser su hija mayor, esta mujer logró llegar al reinado de su hermano Merenptah en un óptimo estado de salud. Debería de contar, al menos, con setenta años de edad, y es probable que no llegase al final del reinado de Merenptah, pues no vuelve a haber menciones suyas. Quizás fuera la última gran esposa real de Ramsés II, el Grande, en dejar el mundo.

## Bintanat en la literatura
La relación de Bintnat y de Ramsés II es el marco de una novela del escritor alemán Philipp Vandenberg, El escarabajo verde. En ella se nos muestra el hallazgo de la tumba de Bintanat, oculta entre las ruinas de Abu Simbel a mediados de los años 60. En medio de un Egipto infestado por los servicios secretos soviéticos y por la amenaza de la inundación de la presa de Assuán de cientos de antigüedades, una nueva reencarnáción de Bit-Anat (aquí llamada Bentanat) ronda por el mundo.
En esta novela se plantea la hipótesis de que Bitanat era una espía a sueldo de los hititas, y que al ser descubierta por su padre-esposo, fue condenada a la damnatio memoriae (desaparición de toda mención suya) y fue arrojada al vacío desde lo más alto de Abu Simbel. Como es de esperar, todo esto es puramente novelesco: está perfectamente demostrado que Bit-Anat sobrevivió a su padre, y que su nombre no sufrió una persecución que sí tuvieron otros como Hatshepsut o Akenatón.
- Datos: Q261213
- Multimedia: Bintanath I / Q261213